# Comuna Totești, Hunedoara
Totești (în maghiară: Totesd) este o comună în județul Hunedoara, Transilvania, România, formată din satele Cârnești, Copaci, Păclișa, Reea și Totești (reședința).

## Demografie
Componența etnică a comunei Totești
     Români (85,69%)
     Romi (2,91%)
     Alte etnii (0%)
     Necunoscută (11,4%)
Componența confesională a comunei Totești
     Ortodocși (75,86%)
     Penticostali (8,07%)
     Baptiști (3,03%)
     Alte religii (1,58%)
     Necunoscută (11,46%)
Conform recensământului efectuat în 2021, populația comunei Totești se ridică la 1.649 de locuitori, în scădere față de recensământul anterior din 2011, când fuseseră înregistrați 1.893 de locuitori. Majoritatea locuitorilor sunt români (85,69%), cu o minoritate de romi (2,91%), iar pentru 11,4% nu se cunoaște apartenența etnică. Din punct de vedere confesional, majoritatea locuitorilor sunt ortodocși (75,86%), cu minorități de penticostali (8,07%) și baptiști (3,03%), iar pentru 11,46% nu se cunoaște apartenența confesională.

## Politică și administrație
Comuna Totești este administrată de un primar și un consiliu local compus din 11 consilieri. Primarul, Tiberiu Păsconi[*], de la Partidul Social Democrat, este în funcție din 2008. Începând cu alegerile locale din 2024, consiliul local are următoarea componență pe partide politice:
|  | Partid                                 | Consilieri | Componența Consiliului | Componența Consiliului | Componența Consiliului | Componența Consiliului | Componența Consiliului | Componența Consiliului | Componența Consiliului | Componența Consiliului | Componența Consiliului |
|  | -------------------------------------- | ---------- | ---------------------- | ---------------------- | ---------------------- | ---------------------- | ---------------------- | ---------------------- | ---------------------- | ---------------------- | ---------------------- |
|  | Partidul Social Democrat               | 9          |                        |                        |                        |                        |                        |                        |                        |                        |                        |
|  | Partidul Național Liberal              | 1          |                        |                        |                        |                        |                        |                        |                        |                        |                        |
|  | Uniunea Democrată Maghiară din România | 1          |                        |                        |                        |                        |                        |                        |                        |                        |                        |

## Atracții turistice
- Castelul Pogany din satul Păclișa, construcție secolul al XVIII-lea, monument istoric
- Parcul castelului Pogany, secolul al XIX-lea
- Situl arheologic de la Cârnești
- Lacul de acumulare de la Păclișa
- Conacul administratorului grafului Pogany, Conacul alb, fost școala în ultimele decenii[când?] până a fost abandonat.